# 東洋音楽学会
一般社団法人東洋音楽学会（とうようおんがくがっかい、英名 The Society for Research in Asiatic Music (Tôyô Ongaku Gakkai, TOG)）は、日本の伝統音楽を含む東洋諸国の音楽及び世界中の民族音楽を研究することを目的に1936年（昭和11年）に設立された社団法人（文部科学省所管）。日本の音楽関連の学会としては最も古い歴史を持ち、外国人会員・演奏者会員も多い。
2012年9月7日に一般社団法人に改組。事務所を東京都台東区上野3-6-3三春ビル307号に置いている。

## 事業
- 研究発表会・学術講演会等の開催、学会誌・学術図書の刊行、関連学協会との連絡・協力、研究・調査など[1]

## 学会誌
- 『東洋音楽研究』[2]

## 田邉尚雄賞
- 田邉尚雄（1885‐1984）は、東洋音楽学会の初代会長で、のちに名誉会長となった音楽学者。田邉尚雄賞は、東洋音楽に関する研究の奨励及び会員の研究業績を表彰することを目的として1983年度から実施されている[3]。